# Пахлёвская, Оксана Ежи-Яновна
Оксана Ежи-Яновна Пахлёвская (укр. Оксана Єжи-Янівна Пахльовська; род. 18 сентября 1956, Киев, Украинская ССР, СССР) — украинский литературовед, переводчица
 и культуролог. Живёт и работает в Италии.

## Биография
Родилась 18 сентября 1956 года в Киеве в семье Л. В. Костенко и польского писателя Ежи-Яна Пахлёвского.
Окончила МГУ имени М. В. Ломоносова по специальности «итальянский язык и литература» (1980) и аспирантуру Института литературы НАНУ (1986).
Сейчас занимает должность профессора Римского университета «Ла Сапьенца», заведует кафедрой украинистики при Департаменте европейских и межкультурных исследований (секция славистики) на факультете литературы и философии.
Научный сотрудник Отдела древней украинской литературы Института литературы НАНУ имени Т. Г. Шевченко. Доктор филологических наук (в 2000 году защитила докторскую диссертацию, посвящённую концептуализации украинской литературы как неотъемлемой части европейской цивилизации).
Переводчик и исследователь итальянской, испанской и провансальской литератур.
Автор многочисленных исследований (опубликованных на Украине и за рубежом на итальянском, английском, польском, русском и других языках) по истории древней и современной украинской литературы как цивилизационного перекрёстка между «гуманистическим» Западом и «византийским» Востоком (в частности книги «Civilta letteraria ucraina» {Украинская литературная цивилизация}, Roma: Carossi Editore, 1998, первого в Европе после падения Берлинской стены комплексного исследования, в котором анализируется тысячелетняя эволюция европейского кода украинской культуры).
Занимается также проблемами демократической трансформации и культурной и политической евроинтеграции Центрально-Восточной Европы. Член редакционного совета журнала «Современность» (2000—2007) и Научного Общества имени Т. Г. Шевченко.
Член Директивного комитета Итальянской ассоциации украинских исследований, член Итальянской ассоциации славистов.
Член Научного совета Института студий общественной и религиозной истории (Италия, Виченца) и редколлегии научной серии «Media et Europa Orientalis» («Центральная и Восточная Европа») того самого института.

## Литературная деятельность
Автор стихотворного сборника «Долина храмов».
Работает в области поэтического и прозаического переводов. Переводит с итальянского, испанского, старопровансальского языков.
Перевела произведения Ф. Гарсиа Лорки, Д. Унгаретти, С. Квазимодо, М. Грассо, Г. Гарсиа Маркеса, С. М. Аркондо и др.

## Награды и премия
- Премия имени Василия Симоненко Национального союза писателей Украины (1989)
- Премия Елены Телиги (2005)
- Орден «За интеллектуальную отвагу» (2009)
- Национальная премия Украины имени Тараса Шевченко (2010) — за книгу публицистики «Ave, Europa!»

## Основные труды

### Книги
- Украинско-итальянские литературные связи XV–XX ст. — Киев: Наукова думка, 1990. — 215 с.
- Civiltà letteraria ucraina [Украинская литературная цивилизация] — Roma: Carocci Editore, 1998. — 1104 p.
- Ave, Europa! — Киев: Пульсари, 2008. — 654 с.